# North American Soccer League 2012
La temporada 2012 de la North American Soccer League fue la 2ª edición de la segunda división del fútbol de los Estados Unidos. Empezó el 7 de abril y finalizó el 27 de octubre.
El 27 de octubre de dicho año, Tampa Bay Rowdies se coronaron campeones tras ganar en los penales por 3-2 tras un marcador global de 3 a 3 y ganando su primer título.

## Cambios
- Montreal Impact se retiró de la competencia y se integró en la Major League Soccer para la temporada 2012 como equipo de expansión.

## Información de los equipos
| Atlanta Silverbacks                            | Atlanta         | Brian Haynes     | Atlanta Silverbacks Park    |
| Carolina RailHawks                             | Cary            | Colin Clarke     | WakeMed Soccer Park         |
| FC Edmonton                                    | Edmonton        | Colin Miller     | Clarke Stadium              |
| Fort Lauderdale Strikers                       | Fort Lauderdale | Daryl Shore      | Lockhart Stadium            |
| Minnesota Stars FC                             | Blaine          | Manny Lagos      | National Sports Center      |
| Puerto Rico Islanders                          | Bayamón         | Adrian Whitbread | Estadio Juan Ramón Loubriel |
| San Antonio Scorpions                          | San Antonio     | Tim Hankinson    | Heroes Stadium              |
| Tampa Bay Rowdies                              | San Petersburgo | Ricky Hill       | Progress Energy Park        |
| Datos actualizados al 25 de diciembre de 2012. |                 |                  |                             |

### Equipos porestadoyprovincia
Estados Unidos
| Provincia          | N.º | Equipos                                     |
| ------------------ | --- | ------------------------------------------- |
| Florida            | 2   | Fort Lauderdale Strikers, Tampa Bay Rowdies |
| Carolina del Norte | 1   | Carolina RailHawks                          |
| Georgia            | 1   | Atlanta Silverbacks                         |
| Minnesota          | 1   | Minnesota Stars FC                          |
| Texas              | 1   | San Antonio Scorpions                       |

Canadá
| Provincia | N.º | Equipo      |
| --------- | --- | ----------- |
| Alberta   | 1   | FC Edmonton |

Puerto Rico
| N.º | Equipo                |
| --- | --------------------- |
| 1   | Puerto Rico Islanders |

## Posiciones
- Actualizado el 25 de diciembre de 2012.

| Pos | Equipo                   | PJ | G  | E  | P  | GF | GC | DF  | PTS |
| --- | ------------------------ | -- | -- | -- | -- | -- | -- | --- | --- |
| 1   | San Antonio Scorpions    | 28 | 13 | 8  | 7  | 46 | 27 | +19 | 47  |
| 2   | Tampa Bay Rowdies        | 28 | 12 | 9  | 7  | 37 | 30 | +7  | 45  |
| 3   | Puerto Rico Islanders    | 28 | 11 | 8  | 9  | 32 | 30 | +2  | 41  |
| 4   | Carolina RailHawks       | 28 | 10 | 10 | 8  | 44 | 46 | -2  | 40  |
| 5   | Fort Lauderdale Strikers | 28 | 9  | 9  | 10 | 40 | 46 | -6  | 36  |
| 6   | Minnesota Stars FC       | 28 | 8  | 11 | 9  | 34 | 33 | +1  | 35  |
| 7   | Atlanta Silverbacks      | 28 | 7  | 9  | 12 | 35 | 46 | -11 | 30  |
| 8   | FC Edmonton              | 28 | 5  | 10 | 13 | 26 | 36 | -10 | 25  |

     Clasifica a semifinales.

     Clasifica a cuartos de final.
PJ. Partidos jugados, G. Ganados, E. Empatados, P. Perdidos, GF. Goles a favor, GC. Goles en contra, DF. Diferencia de gol, Pts. Puntos

## Postemporada
|  | Cuartos de final | Cuartos de final         | Cuartos de final      |                    |   | Semifinales | Semifinales | Semifinales | Semifinales | Semifinales |  |   | Final             | Final | Final | Final | Final |  |
|  |                  |                          |                       |                    |   |             |             |             |             |             |  |   |                   |       |       |       |       |  |
|  |                  |                          |                       |                    |   |             |             |             |             |             |  |   |                   |       |       |       |       |  |
|  |                  |                          |                       |                    |   |             |             |             |             |             |  |   |                   |       |       |       |       |  |
|  |                  |                          |                       |                    |   |             |             |             |             |             |  |   |                   |       |       |       |       |  |
|  |                  |                          |                       |                    |   |             |             |             |             |             |  |   |                   |       |       |       |       |  |
|  |                  | 1                        | San Antonio Scorpions | 0                  | 1 | 1           |             |             |             |             |  |   |                   |       |       |       |       |  |
|  |                  |                          |                       | 0                  | 1 | 1           |             |             |             |             |  |   |                   |       |       |       |       |  |
|  |                  |                          | 6                     | Minnesota Stars FC | 0 | 2           | 2           |             |             |             |  |   |                   |       |       |       |       |  |
|  | 3                | Puerto Rico Islanders    | 6                     | Minnesota Stars FC | 0 | 2           | 2           | 1           |             |             |  |   |                   |       |       |       |       |  |
|  | 3                | Puerto Rico Islanders    |                       |                    |   |             |             |             |             |             |  |   |                   |       |       |       |       |  |
|  | 6                | Minnesota Stars FC       | 2                     |                    |   |             |             |             |             |             |  |   |                   |       |       |       |       |  |
|  | 6                | Minnesota Stars FC       | 2                     |                    |   |             |             |             |             |             |  | 2 | Tampa Bay Rowdies | 0     | 3     | 3 (3) |       |  |
|  |                  |                          |                       |                    |   |             |             |             |             |             |  | 2 | Tampa Bay Rowdies | 0     | 3     | 3 (3) |       |  |
|  |                  |                          | 6                     | Minnesota Stars FC | 2 | 1           | 3 (2)       |             |             |             |  |   |                   |       |       |       |       |  |
|  |                  |                          | 6                     | Minnesota Stars FC | 2 | 1           | 3 (2)       |             |             |             |  |   |                   |       |       |       |       |  |
|  |                  |                          |                       |                    |   |             |             |             |             |             |  |   |                   |       |       |       |       |  |
|  |                  |                          |                       |                    |   |             |             |             |             |             |  |   |                   |       |       |       |       |  |
|  |                  | 2                        | Tampa Bay Rowdies     | 2                  | 3 | 5           |             |             |             |             |  |   |                   |       |       |       |       |  |
|  |                  |                          |                       | 2                  | 3 | 5           |             |             |             |             |  |   |                   |       |       |       |       |  |
|  |                  |                          | 4                     | Carolina RailHawks | 1 | 3           | 4           |             |             |             |  |   |                   |       |       |       |       |  |
|  | 4                | Carolina RailHawks       | 4                     | Carolina RailHawks | 1 | 3           | 4           | 3           |             |             |  |   |                   |       |       |       |       |  |
|  | 4                | Carolina RailHawks       |                       |                    |   |             |             |             |             |             |  |   |                   |       |       |       |       |  |
|  | 5                | Fort Lauderdale Strikers | 1                     |                    |   |             |             |             |             |             |  |   |                   |       |       |       |       |  |
|  | 5                | Fort Lauderdale Strikers | 1                     |                    |   |             |             |             |             |             |  |   |                   |       |       |       |       |  |
|  |                  |                          |                       |                    |   |             |             |             |             |             |  |   |                   |       |       |       |       |  |

### Final
| Partido de ida; 20 de octubre de 2012 | Minnesota Stars FC      | 2:0 (0:0) | Tampa Bay Rowdies | National Sports Center, Blaine, Minnesota                   |                                                             |
|                                       | Walker 67' · Nuñez 90+' | Reporte   |                   | Asistencia: 4.642 espectadores Árbitro(s): Kevin Terry, Jr. | Asistencia: 4.642 espectadores Árbitro(s): Kevin Terry, Jr. |

| Partido de vuelta; 27 de octubre de 2012 | Tampa Bay Rowdies                    | 3:1 (1:0) (3 - 2 p.)       | Minnesota Stars FC                                 | Progress Energy Park, San Petersburgo, Florida                |                                                               |
|                                          | Cort 25' · Savage 51' · Antoniuk 86' | Reporte                    | Rodríguez 52'                                      | Asistencia: 6.208 espectadores Árbitro(s): Alejandro Mariscal | Asistencia: 6.208 espectadores Árbitro(s): Alejandro Mariscal |
|                                          |                                      | Tiros desde el punto penal |                                                    |                                                               |                                                               |
|                                          | Mulholland · Cox · Picault · Cort    |                            | Hlavaty · Del Do · Altman · Bracalello · Rodríguez |                                                               |                                                               |

| Bandera de Estados Unidos               |
| Campeón Tampa Bay Rowdies Primer título |

## Premios individuales

### Goleadores
| Jugador        | Equipo                   | Goles |
| -------------- | ------------------------ | ----- |
| Pablo Campos   | San Antonio Scorpions    | 20    |
| Nick Zimmerman | Carolina RailHawks       | 15    |
| Mark Anderson  | Fort Lauderdale Strikers | 11    |
| Matt Horth     | Atlanta Silverbacks      | 10    |

### Jugador del mes
| Mes        | Futbolista         | Equipo                |
| ---------- | ------------------ | --------------------- |
| Abril      | Reinaldo Navia     | Atlanta Silverbacks   |
| Mayo       | Shaun Saiko        | FC Edmonton           |
| Junio      | Tsuyoshi Yoshitake | Tampa Bay Rowdies     |
| Julio      | Pablo Campos       | San Antonio Scorpions |
| Agosto     | Richard Martin     | Puerto Rico Islanders |
| Septiembre | Matt Horth         | Atlanta Silverbacks   |

## Premios
- Bota de Oro

 Pablo Campos (San Antonio Scorpions)
- La tapada del año

 Daryl Sattler (San Antonio Scorpions)
- Entrenador del año

 Ricky Hill (Tampa Bay Rowdies)
- Premio por juego limpio (Fair Play)

Tampa Bay Rowdies